# Coryphasia nuptialis
Coryphasia nuptialis là một loài nhện trong họ Salticidae.
Loài này thuộc chi Coryphasia. Coryphasia nuptialis được Bauab miêu tả năm 1986.